# قائمة البعثات الدبلوماسية في النيجر

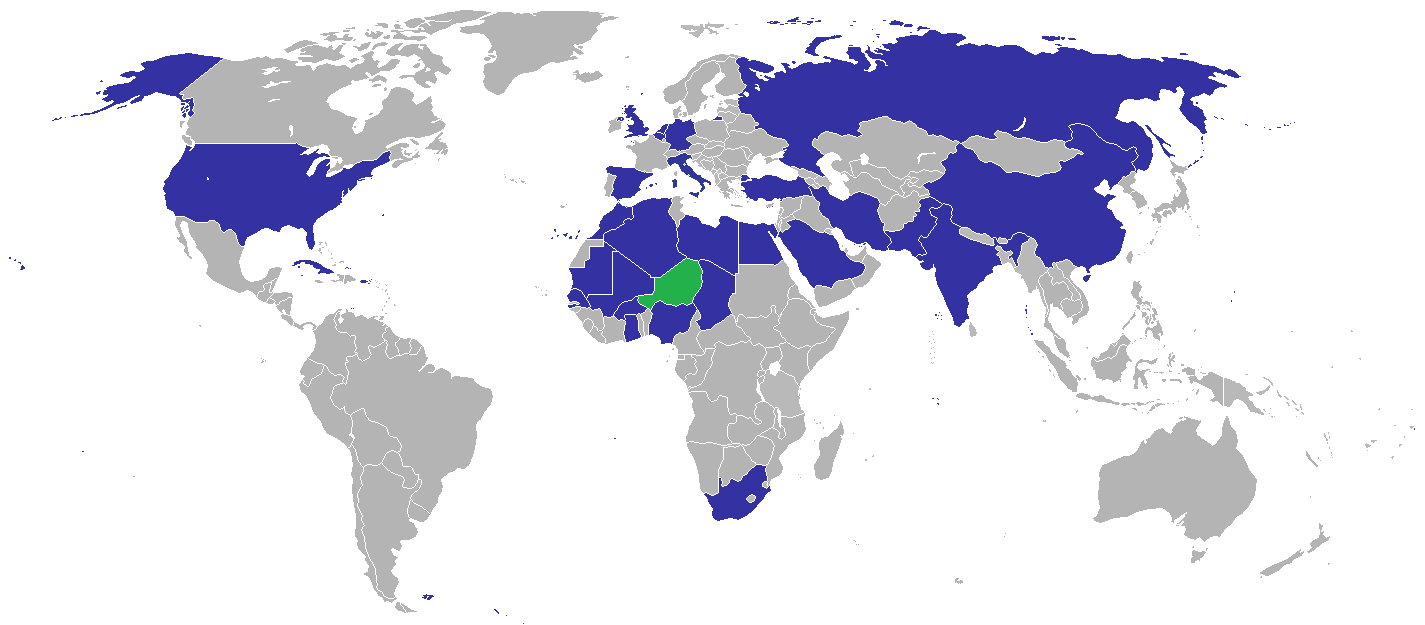
خريطة البعثات الدبلوماسية في النيجر.

هذه قائمة البعثات الدبلوماسية في النيجر. في الوقت الحالي تستضيف العاصمة نيامي أكثر من 24 سفارة.

## السفارات
نيامي
- الجزائر[1]
- تشاد
- الصين[2]
- كوبا[3]
- مصر[4]
- فرنسا[5]
- ألمانيا[6]
- الهند[7]
- إيران[8]
- إيطاليا[9]
- ليبيا[10]
- موريتانيا[11][12]
- المغرب[13]
- نيجيريا[14]
- باكستان[15]
- السعودية[16]
- جنوب إفريقيا
- فرسان مالطا
- إسبانيا[17]
- تركيا[18]
- الولايات المتحدة[19]
- بنين[20]
- كندا[20]
- تايلاند[20]

## بعثات أخرى في نيامي
- الاتحاد الأوروبي (مفوضية)

## القنصليات
أغاديز
- الجزائر
- ليبيا

نيامي
- النمسا[20]
- الدنمارك[20]
- فرنسا[20]
- بوركينا فاسو (قنصلية عامة)
- مالي (قنصلية عامة)[21]

 لاغوس 
- مصر[20]
- إسبانيا[20]

## القنصليات الفخرية
- بلجيكا[20]
- جمهورية التشيك[20]
- السويد[20]

## السفارات غير المقيمة
- الأرجنتين (أبوجا)[22]
- أستراليا (أبوجا)[23]
- النمسا (الجزائر العاصمة)[24]
- أذربيجان (القاهرة)
- أفغانستان (القاهرة)
- بنغلاديش (أبوجا)
- البرازيل (أبوجا)
- البحرين (طرابلس الغرب)
- بلغاريا (الجزائر العاصمة)
- جمهورية إفريقيا الوسطى (انجمينا)
- الكاميرون (أبوجا)[25]
- كندا (أبيدجان)[26]
- كوستاريكا (باريس)
- كولومبيا (القاهرة)[27]
- كرواتيا (باريس)[28]
- قبرص (طرابلس الغرب)[29]
- جمهورية التشيك (أبوجا)
- الدنمارك (واغادوغو)[30]
- اليونان (دكار)
- الهند (أبوجا)
- العراق (طرابلس الغرب)
- أيرلندا (أبوجا)[31]
- إيطاليا (أبيدجان)[32]
- اليابان (أبيدجان)
- كينيا (أبوجا)
- ليسوتو (طرابلس الغرب)[33]
- مالطا (فاليتا)[34]
- جزر المالديف (الرياض)
- المكسيك (أبوجا)[35]
- ماليزيا (أكرا)
- هولندا (واغادوغو)[36]
- النرويج (باماكو)
- البرتغال (أبوجا)[37]
- بولندا (تونس العاصمة)
- الفلبين (طرابلس الغرب)
- بنما (القاهرة)
- قطر (أبوجا)
- رومانيا (أبوجا)[38]
- صربيا (نيويورك)[39]
- سلوفاكيا (أبوجا)[40]
- سويسرا (أبوجا)[41]
- كوريا الجنوبية (أبوجا)
- تايلند (أبوجا)
- تنزانيا (أبوجا)[42]
- الإمارات العربية المتحدة (أبوجا)
- المملكة المتحدة (باماكو)[43]
- فيتنام (الجزائر العاصمة)

## السفارات السابقة
- بنين
- كندا

## روابط خارجية
- Embassy Finder